# Нова-Весь-Шляхецка
Но́ва-Весь-Шляхе́цка (пол. Nowa Wieś Szlachecka) — село в Польше в сельской гмине Чернихув Краковского повета Малопольского воеводства.

## География
Село располагается в 5 км от административного центра гмины села Чернихув и в 18 км от административного центра воеводства города Краков.
В 1975—1998 годах село входило в состав Краковского воеводства.

## Население
По состоянию на 2013 год в селе проживало 827 человек.
| 2010 | 2013 |
| ---- | ---- |
| 841  | 827  |

| Перепись  | Всего   | Всего | Женщины | Женщины | Мужчины | Мужчины |
| --------- | ------- | ----- | ------- | ------- | ------- | ------- |
| Единицы   | человек | %     | человек | %       | человек | %       |
| Население | 827     | 100   | 419     |         | 408     |         |

## Социальная структура
В селе действует начальная школа имени Станислава Костки.